# Капивари
Капивари (порт. Capivari) — муниципалитет в Бразилии. входит в штат Сан-Паулу. Составная часть мезорегиона Пирасикаба. Входит в экономико-статистический микрорегион Пирасикаба, который входит в Пирасикаба. Население составляет 46 825 человек на 2006 год. Занимает площадь 323,198 км². Плотность населения — 144,9 чел./км².

## История
Город основан 10 июля 1832 года.

## Статистика
- Валовой внутренний продукт на 2003 составляет 440.297.833,00 реалов (данные: Бразильский институт географии и статистики).
- Валовой внутренний продукт на душу населения на 2003 составляет 9.923,77 реалов (данные: Бразильский институт географии и статистики).
- Индекс развития человеческого потенциала на 2000 составляет 0,803 (данные: Программа развития ООН).